# Arrondissement Lille
Arrondissement Lille (fr. Arrondissement de Lille) je správní územní jednotka ležící v departementu Nord a regionu Hauts-de-France ve Francii. Člení se dále na 28 kantonů a 124 obce.

## Kantony
| - Armentières - La Bassée - Cysoing - Haubourdin - Lannoy - Lille-Centre - Lille-Est - Lille-Nord - Lille-Nord-Est - Lille-Ouest - Lille-Sud - Lille-Sud-Est - Lille-Sud-Ouest - Lomme | - Marcq-en-Barœul - Pont-à-Marcq - Quesnoy-sur-Deûle - Roubaix-Centre - Roubaix-Est - Roubaix-Nord - Roubaix-Ouest - Seclin-Nord - Seclin-Sud - Tourcoing-Nord - Tourcoing-Nord-Est - Tourcoing-Sud - Villeneuve-d'Ascq-Nord - Villeneuve-d'Ascq-Sud |